# Anders Theil
Anders Theil (født 3. marts 1970) er en tidligere dansk fodboldmålmand, der er team manager i FC Roskilde.
Som spiller spillede han for Fløng IF, Boldklubben Frem, RB1906, Hvidovre IF, KB, Køge BK og Roskilde KFUM.

## Trænerkarriere
I 2003 blev han assistenttræner for Ebbe Skovdahl i BK Frem, og i 2005 efterfulgte han Skovdahl som cheftræner. Han forlod klubben i sommeren 2009.
I juli 2009 blev han ny assistenttræner i FC Roskilde. I sæsonen 2011-12 fungerede han som cheftræner i klubben efter fyringen af Carsten Broe. Først forlød det, at han kun ville være cheftræner resten af sæsonen, men i juli bekræftede klubben, at Theil skulle være cheftræner indtil årsskiftet 2012/13. I sommeren 2017 blev Theil forfremmet til sportschef for FC Roskilde. I april 2019 stoppede han som sportschef for i stedet at få en rolle som team manager i klubben.
I efteråret 2020 måtte Theil træde til som midlertidig træner for Roskilde, efter at klubben havde stoppet samarbejdet med Morten Uddberg. I april 2023 blev han igen midlertidig træner, efter at klubben havde fyret Jack Majgaard. Da Mikkel Thygesen i oktober 2024 sagde op, måtte Theil igen træde til som midlertidig træner for klubben.